# Espinavell
Espinavell és un poble del municipi de Molló (Ripollès). Està situat a la vall de Camprodon, escalonat en un vessant a l'esquerra del riu Ritort, enfilat a la falda del coll Pregon, camí natural cap a la Presta, a 1.350 metres d'altitud. Va créixer al voltant de l'església de la Mare de Déu de les Neus i s'hi identifiquen clarament quatre carrers orientats als quatre punts cardinals respecte d'aquest edifici, que són: a migjorn, el carrer d'Avall; a ponent, el carrer d'Enllà; a llevant, el carrer d'Ençà, i al nord, el carrer d'Amunt. A les faldes del poble s'estén una gran plana, anomenada les Planes, on té lloc la Tria de Mulats d'Espinavell (13 d'octubre).

## Tria de mulats
La Tria de Mulats d'Espinavell és una fira ramadera d'arrel tradicional que se celebra a Espinavell cada any, el dia 13 d'octubre. Aquest nucli, del municipi de Molló, acull en aquesta data, diada de Sant Eduard, una fira de bestiar equí, d'enorme importància per tota la Vall de Camprodon i la comarca del Ripollès. Els orígens de la fira són incerts, ja que en un principi era només una trobada entre els ramaders de Molló i els compradors, que negociaven amb els anteriors a fi de comprar-los el bestiar. De mica en mica, la fira va anar guanyant adeptes i admiradors, i actualment suposa ésser una activitat turística de primer ordre en el nostre municipi i comarca, a causa del volum de visitants que la concorren. El Departament d'Indústria, Comerç i Turisme de la Generalitat de Catalunya (1997) va reconèixer la importància d'aquesta fira, atorgant a l'Ajuntament de Molló el Diploma Turístic de Catalunya.
La festa comença amb la baixada de manera natural i directa, dels caps de bestiar fins a Les Planes d'Espinavell, on té lloc la fira. Aquest bestiar però, ha passat tot l'estiu a la muntanya, i la Tria suposa el final de la temporada que aquests passen fora del municipi de Molló. A finals de juny, per Sant Joan, els ramaders de Molló fan la transhumància del bestiar equí i boví, des del nucli de Molló i fins a la muntanya de Rojà (pròxim al massís del Canigó, a la comarca del Conflent), on aquests conserven els drets de pastura, reconeguts per les Actes del Tractat dels Pirineus (1659).
El bestiar passa els mesos de juliol, agost i setembre en aquesta muntanya nord-catalana, vigilats pel Cisco del Carol, un veí de Molló de més de vuitanta anys, que segueix la tradició de custodiar el bestiar durant els mesos d'estiu. Aquest passa els tres mesos en un refugi situat a la mateixa muntanya de Rojà, completament sol, i vigila i es preocupa del bestiar que els ramaders de Molló hi han deixat. A finals de setembre, per Sant Miquel, els propietaris del bestiar retornen a Rojà, per recollir les eugues i cavalls que hi han passat l'estiu. La transhumància des de Rojà acaba altra vegada fins a Molló. És en aquest moment, quan els ramaders porten el bestiar a les proximitats del Costabona, molt a prop d'Espinavell, on esperaran fins al dia 13 d'octubre per portar-los a la fira.
El dia 13 d'octubre, els ramaders acompanyen el bestiar equí fins a Les Planes d'Espinavell, on passaran la resta del dia. Aproximadament, a les 11 hores del matí, les eugues, cavalls i mulats (la cria de l'euga) arriben a la Fira. Un cop allà, s'iniciaran els tractes de compravenda de mulats o pollins entre compradors i ramaders. Al matí també, es realitza l'entrega de premis als millors exemplars, escollits per un comitè veterinari. A la tarda, una vegada s'hagin tancat tots els tractes, es procedeix amb la separació o tria de les eugues i dels mulats. D'aquí el nom de Tria de Mulats, que al·ludeix a la separació de les cries de les seves mares. Finalment, les eugues i els cavalls, separats ja de les seves cries, retornen a l'entorn de la muntanya del Costabona, on esperaran les primeres neus perquè els propietaris els traslladin als respectius masos.

## La Retirada i Avel·lí Artís-Gener (Tísner)

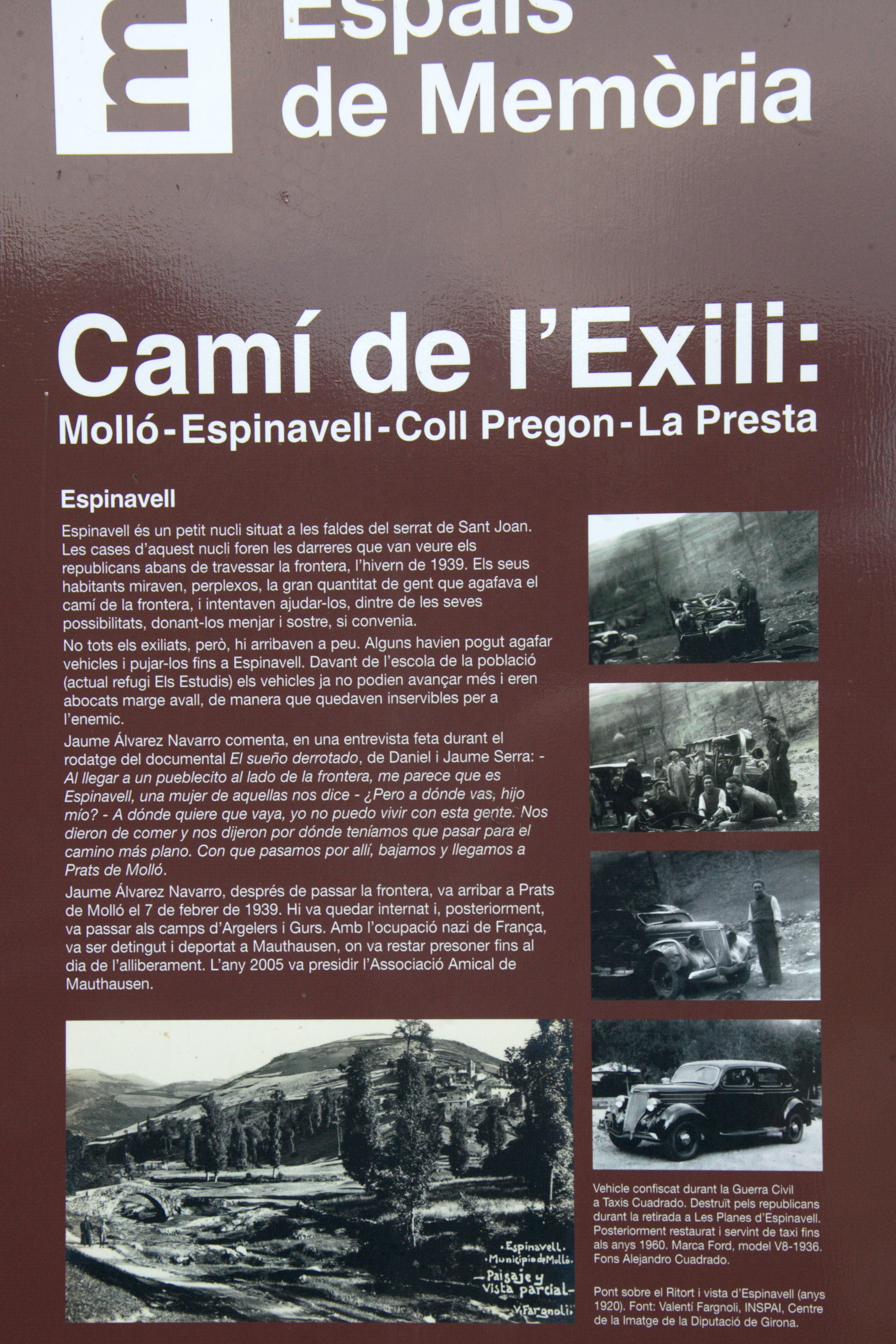
Cartell amb la història del camí de l'exili d'Espinavell

Tal com explica en el segon volum del llibre "Viure i veure" n'Avel·lí Artís-Gener, els 247 homes que quedaven de la 60a Divisió van passar per Espinavell i creuear Coll Pregon en direcció a Prats de Molló, sent així els últims en travessar la ratlla.
"Els comunicats, les informacions divulgades per Franco, afirmen taxativament que el dia deu de febrer de 1939 Catalunya havia quedat
definitivament ocupada. Això no és veritat i puc provar la meva asseveració amb la premsa coetània dels Pirineus Orientals. Els diaris
del dia 12 de febrer anuncien que al Coll Pregon hi ha a punt de passar a França el grup dels darrers combatents republicans que s'han oposat
amb les armes als militars pràcticament victoriosos. I en les notes de darrera hora del dia 14, comuniquen que han travessat la frontera pel
coll Pregon els 247 homes de la 60 Divisió, la darrera que surt de Catalunya."